# Rejon czauski
Rejon czauski (biał. Чавускі раён) – rejon we wschodniej Białorusi, w obwodzie mohylewskim.
Leży na terenie dawnego powiatu czausowskiego.